# فشار (فیلم ۱۹۷۵)
فشار (انگلیسی: Pressure) یک فیلم درام بریتانیایی محصول سال ۱۹۷۶ به کارگردانی هوراس اوه با بازی هربرت نورویل، اسکار جیمز و فرانک سینگوینو است. این فیلم به عنوان اولین فیلم بلند دراماتیک بریتانیا، ستایش می‌شود. 